# Konrad Miersch
Konrad Miersch (Bad Freienwalde, 19 gennaio 1907 – Ljuban', 2 marzo 1942) è stato un pentatleta tedesco.
Ha partecipato ai Giochi di Los Angeles 1932, raggiungendo il sesto posto.
Prestò servizio con la polizia della Repubblica di Weimar ed era allenatore della squadra dell'Impero della Polizia dell'Ordine. Era un attivo ufficiale delle Waffen-SS nel Terzo Reich e fu ucciso in azione nel 1942 sul fronte orientale.
Era il padre del nuotatore olimpico Ekkehard Miersch.